# The Baby Formula
Pour plus de détails, voir Fiche technique et Distribution.
The Baby Formula est  un film canadien réalisé par Alison Reid, sorti en 2008.

## Synopsis
The Baby Formula est un film documentaire canadien de 2008, réalisé par Alison Reid. Le film met en vedette Angela Vint et Megan Fahlenbock dans les rôles d'Athena et de Lilith, un couple de femmes enceintes l'une de l'autre grâce à une procédure expérimentale de cellules souches qui a permis de créer un sperme artificiel à partir de leur ADN.

## Fiche technique
- Titre : The Baby Formula
- Réalisation : Alison Reid
- Scénario : Richard Beattie
- Photographie : Brian Harper
- Montage : Mark Arcieri
- Musique : Robert Carli, Tim Thorney
- Direction artistique : Bob Sher
- Décors : Amy Caplan
- Costumes : Leslie Kavanagh
- Producteur : Steve Adams, Paul Lee, James Mou, Alison Reid
- Société de production : David J. Woods Entertainment, Free Spirit Films, Super Channel, Téléfilm Canada
- Pays d'origine :  Canada
- Format : Couleur
- Genre : Comédie de mœurs, Film de fantasy
- Durée : 82 minutes (1 h 22)
- Dates de sortie : 
  -  Canada : 25 août 2008 (Festival des films du monde de Montréal)
  -  Italie : 23 novembre 2008 (Festival du film de Turin)
  -  Pays-Bas : 24 janvier 2009 (Festival international du film de Rotterdam)
  -  République tchèque : 29 mars 2009 (Febio Film Festival)
  -  États-Unis : 18 avril 2009 (Nashville Film Festival)
  -  États-Unis : mai 2009 (Festival international du film de Seattle)
  -  Canada : 19 juin 2009 (Festival international du film de Toronto)
  -  Canada : 10 juillet 2009 (Sortie nationale)

## Distribution
- Angela Vint : Athena
- Megan Fahlenbock : Lilith
- Rosemary Dunsmore : Wanda
- Jessica Booker : Grandma Kate
- Michael Hanrahan : Edward
- R. D. Reid : Dr. Oldenfield
- Hal Eisen : Daniel
- Dmitry Chepovetsky : Larry
- Roger Dunn : Karl
- Matt Baram : Jim
- Alison Reid : Documentary Interviewer
- Sarain Boylan : Ultrasound Technician
- Maggie Cassella : elle-même
- Brock Burford : Pride Muscle Guy
- Maggie-Anne Erechook : Baby Karla
- Arwyn Gouadec : Baby Abigail